# August von Heyden
August Jacob Theodor von Heyden, född den 13 juni 1827 i Breslau, död den 11 juni 1897 i Berlin, var en tysk målare, son till Friedrich von Heyden. 
von Heyden började sin bana som bergsman och kunde först 1859 ägna sig åt konsten, som han studerade i Berlin, Paris och Italien. Han uppträdde 1864 med Sankta Barbara som bergsmännens skyddshelgon och 1866 med Luthers sammanträffande med Frundsberg före riksdagen i Worms (Germanisches Museum, Nürnberg). Med romantisk anda förstod han att förena klassisk uppfattning, som i den berömda ridån till operan i Berlin, på vilken han skildrade Arion på havets vågor (1867, han målade en ny ridå 1892). 
Hans berömdaste skapelse är Herr Olofs bröllopsritt (1875, efter den danska folkvisan). Bland hans övriga målningar märks Festmorgon (1870, Nationalgalleriet i Berlin), Valkyrjor (1872), Trogna kamrater (bergarbetare räddas ur ett instörtat schakt, 1890). Dessutom utförde han väggmålningar i nya rådhuset, i generalstabens hus, i Nationalgalleriet, alla i Berlin, samt liknande arbeten i Breslau och i Posen. Han var även illustratör, skrev arbeten i kostymkunskap, sagor med mera.